# فان همر
فـان همر (بالإنجليزية: Van Hammer)‏ هو مصارع هاوي أمريكي، ولد في 11 نوفمبر 1967 في الخليل في الولايات المتحدة.

## وصلات خارجية
- فـان همر على موقع CageMatch worker (الإنجليزية)

- فـان همر على موقع IMDb (الإنجليزية)
- فـان همر على موقع قاعدة بيانات الفيلم (الإنجليزية)